# أنصارية (صحرا بردسكن)
أنصاریة (بالفارسية: انصاریه) هي قرية تقع في إيران في قسم صحرا الريفي. يقدر عدد سكانها بـ 17 نسمة .